# أوبن دي سويد فارجاردا - سباق الطريق 2011
أوبن دي سويد فارجاردا - سباق الطريق 2011 هو سباق دراجات هوائية، وهو الموسم رقم 6 من أوبن دي سويد فارجاردا - سباق الطريق، وأقيم في 31 يوليو 2011 ضمن سباقات كأس العالم لسباق الدراجات على الطريق للسيدات 2011.
فاز بالمركز الأول أنيميك فان فليوتن، وبالمركز الثاني إيلين فان دايك، وبالمركز الثالث نيكول كوك.

## التصنيف العام النهائي
| التصنيف العام          | التصنيف العام        | التصنيف العام   | التصنيف العام           | التصنيف العام |
| العداء                 | العداء               | البلد           | الفريق                  | الوقت         |
| ---------------------- | -------------------- | --------------- | ----------------------- | ------------- |
| 1                      | أنيميك فان فليوتن    | هولندا          | ليف ريسينغ ‏             | 3 س 19 د 49 ث |
| 2                      | Ellen van Dijk       | هولندا          | كانيون–إس آر إيه إم ‏    | + 0 ث         |
| 3                      | نيكول كوك            | المملكة المتحدة | يو أي أيه تيم ‏          | + 0 ث         |
| 4                      | Ina-Yoko Teutenberg ‏ | ألمانيا         | كانيون–إس آر إيه إم ‏    | + 0 ث         |
| 5                      | Irene van den Broek ‏ | هولندا          | AA Drink–leontien.nl ‏   | + 0 ث         |
| 6                      | كيرستن وايلد         | هولندا          | AA Drink–leontien.nl ‏   | + 0 ث         |
| 7                      | Iris Slappendel ‏     | هولندا          | Garmin–Cervélo (women) ‏ | + 0 ث         |
| 8                      | Martine Bras ‏        | هولندا          | إس دي وركس ‏             | + 0 ث         |
| 9                      | جوديث أرندت          | ألمانيا         | كانيون–إس آر إيه إم ‏    | + 0 ث         |
| 10                     | إيما جوهانسون        | السويد          | تيم كوب هايتك بوردكتس ‏  | + 0 ث         |
| مصدر: Cycling Quotient |                      |                 |                         |               |